# إرنست جورج ميرس
إرنست جورج ميرس (بالإنجليزية: Ernest George Meers)‏ كان لاعب كرة مضرب بريطاني بدأ مسيرته كمحترف سنة 1885 وكان يلعب باليد اليمنى، اعتزل اللعب في 1895. أعلى تصنيف له في الفردي كان المركز الـ 5 في سنة 1888.

## روابط خارجية
- إرنست جورج ميرس على موقع أرشيف التنس.كوم (الإنجليزية)